# Maďarský ohař drátosrstý
Maďarský ohař drátosrstý (maďarsky: drótszőrű magyar vizsla, anglicky: Wirehaired Vizsla) je všestranně využitelný lovecký pes s hrubou srstí, kterou se liší od svého příbuzného – maďarského ohaře krátkosrstého, který je jeho přímým předkem.

## Historie

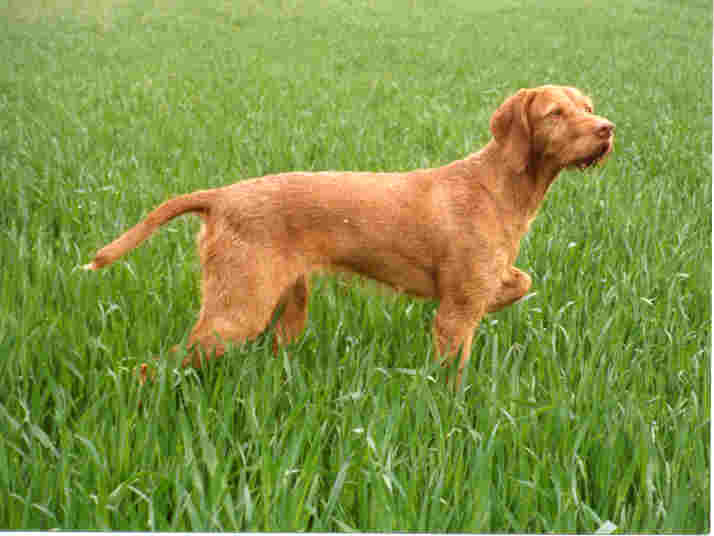
Větřící fena

Maďarský ohař drátosrstý je úzce spjat s maďarským ohařem krátkosrstým – z něj se totiž vyšlechtil, a to právě v Maďarsku. Mezi jeho další předky patří i německý drátosrstý ohař. Byl vyšlechtěn ve třicátých letech 20. století. Přesné zápisy o chovu a šlechtění nejsou, včetně autora. Patří mezi maďarská národní plemena a je méně oblíbený než maďarský ohař krátkosrstý. Vzhledově je velmi podobný maďarskému krátkosrstému ohaři, ale je mírnější, přátelštější a lovecké pudy jsou silnější.
V současné době se maďarští ohaři obou typů vyskytují v České republice zcela běžné. Stejně oblíbená jsou tato plemena i ve zbytku Evropy.

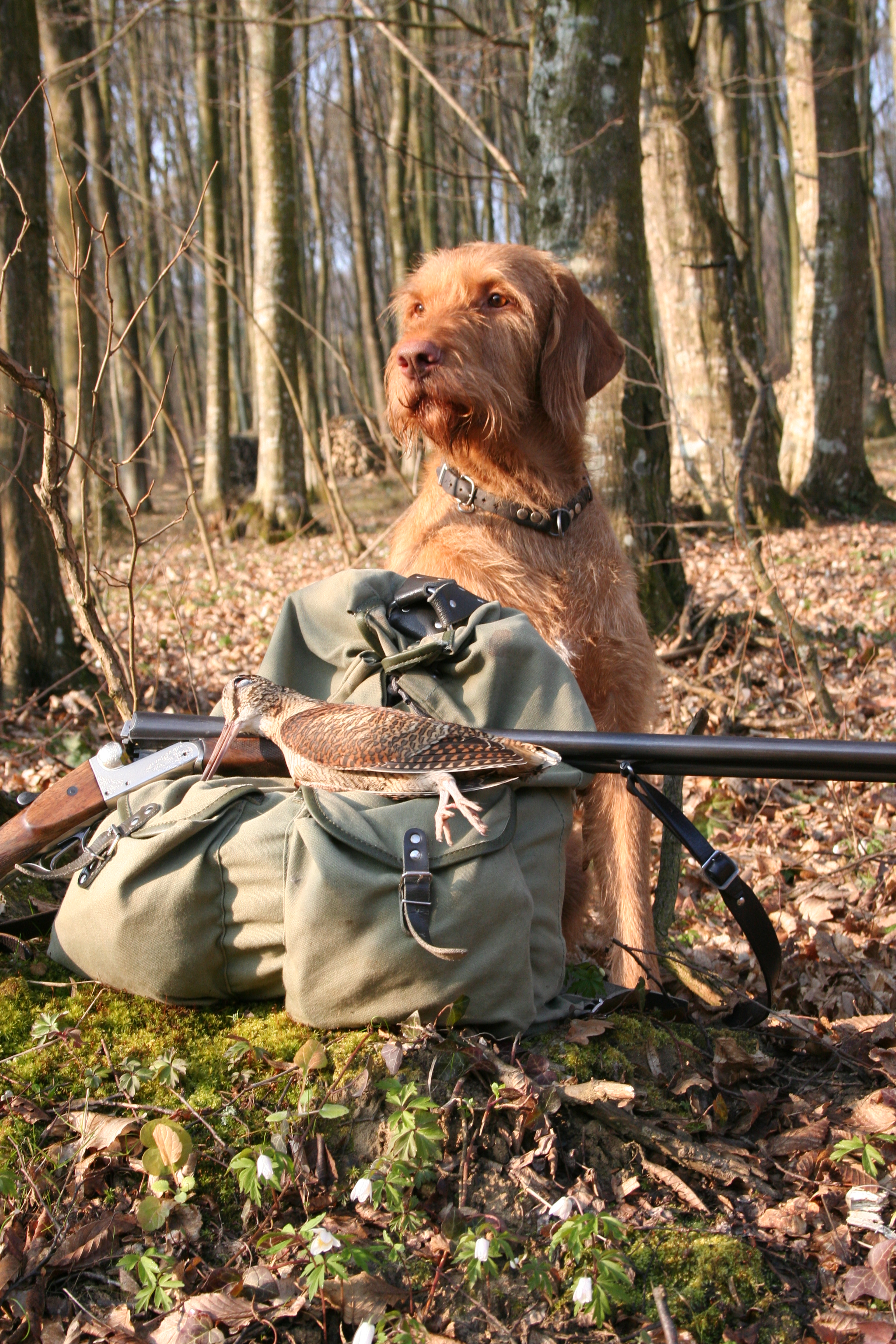

## Vzhled
Je střední velikosti, robustnější stavby těla (oproti maďarskému ohaři krátkosrstému). Jemné konstrukce. Srst je hrubá, tvrdá a krátká s hustou podsadou odpuzující vodu. Hlava je přiměřeně široká, z profilu je vidět, že je i mírně klenutá. Uši přiléhají k lícím a jsou trojúhelníkovitého tvaru, středně dlouhé. Krk je dlouhý, dobře osvalený a rovný. Trup kompaktní,. Ocas se většinou nekupíruje, je tedy dlouhý, ale původně z pracovních důvodů krácen na čtvrtinu délky. Nohy jsou dlouhé a dobře osvalené, připravené na dlouhé běhy. Tlapky kulaté.
Výška v kohoutku je v rozmezí od 58 do 64 cm u psa a 54 až 60 cm u feny. Váha okolo 25 kg.

## Povaha
Oddaný, bystrý a lehce cvičitelný pes – takto by se plemeno maďarský ohař drátosrstý dalo v jedné větě popsat. Krom toho je to ale velmi dobrý hlídač se silným hlasem a beze sklonu k agresivitě. Děti mu nevadí, ale s ostatními zvířaty moc nevychází. Je to dobrý hlídač ale i myslivecký pes. Své rodinně je naprosto oddán a je popisován jako neúplatný. Rodinu dokáže i velmi dobře bránit a špatně přilne k jiné. U většiny jedinců se objevuje závislost na svém páníčkovi. Při samotě trpí, ale nedává to najevo a je schopný se přizpůsobit tomu, že musíte chodit do práce. I pro začínajícího psovoda, který mu ale musí dopřát dostatek volného pohybu.

## Péče
Srst nevyžaduje žádnou zvláštní péči a navíc se na ní nedrží špína. Časté mytí šamponem se ale nedoporučuje, protože by pak mohla přijít o svoji přirozenou mastnotu a to by způsobilo problémy s kůží. Není to pes, kterému by stačila jedna krátká procházka denně – potřebuje hodně volného pohybu a hodně aktivit, ať už v podobě procházek nebo běhání u kola. Nejlépe mu bude u domu se zahradou a s trvalým pobytem venku. Do uší není potřeba příliš zasahovat, ale pokud zde vyroste hustá srst, je nutné ji vytrhávat. Drápky občas zastřihnout.

## Zdraví
Průměrná délka života: 12 - 15 let
Vizsla je relativně zdravé plemeno, u kterého se mohou vyskytnout běžná onemocnění. Nejčastěji se jedná o problémy s pohybovým aparátem, a to hlavně dysplazii kyčelního kloubu. Je vhodné podávat preventivně doplněk stravy kloubní výživu, která o namáhané klouby pečuje. 